# Маедзоно Масакійо
Маедзоно Масакійо (яп. 前園 真聖, нар. 29 жовтня 1973, Каґошіма) — японський футболіст.

## Виступи за збірну
1994 року дебютував в офіційних матчах у складі національної збірної Японії. Відтоді провів у формі головної команди країни 19 матчів.

## Статистика виступів
| Збірна Японії | Збірна Японії | Збірна Японії |
| Роки          | Ігри          | голи          |
| ------------- | ------------- | ------------- |
| 1994          | 6             | 0             |
| 1995          | 4             | 0             |
| 1996          | 7             | 4             |
| 1997          | 2             | 0             |
| Усього        | 19            | 4             |

## Титули і досягнення
- Клубні:
  - Володар Кубка Імператора: 1993
  - Володар Суперкубка Азії: 1995
  - Володар Кубка володарів кубків Азії: 1995
  - Володар Кубка КОНМЕБОЛ: 1998
- Особисті:
  - у символічній збірній Джей-ліги: 1996